# Skånsk æblekage
Skånsk æblekage (skånsk: eblakauga) er en kage fra Skåne lavet af æbler og kanel. Den serveres med vaniljesauce. Kagen spises traditionelt den 11. november (Mortensdag).
Der er flere varianter, blandt andet med marcipan.